# Resolució 1751 del Consell de Seguretat de les Nacions Unides
La Resolució 1751 del Consell de Seguretat de les Nacions Unides fou adoptada per unanimitat el 13 d'abril de 2007. Després de recordar totes les resolucions anteriors relatives a la situació a la República Democràtica del Congo, a Burundi i a la regió dels Grans Llacs d'Àfrica, el Consell ampliar el mandat de la Missió de les Nacions Unides a la República Democràtica del Congo (MONUC) fins al 15 de maig de 2007.
El Consell va assenyalar que la situació a la República Democràtica del Congo continuava representant una amenaça per a la pau i la seguretat internacionals a la regió.
El Consell reafirma el seu compromís amb la sobirania, la integritat territorial i la independència política de la República Democràtica del Congo i la seva contribució continuada a la consolidació de la pau i l'estabilitat del país en el període posterior a la transició, en particular a través de la MONUC.